# جی.اس. کاردون
جی. اس. کاردون (انگلیسی: J. S. Cardone؛ زادهٔ ۱۹ اکتبر ۱۹۴۶) کارگردان فیلم، فیلم‌نامه‌نویس و تهیه‌کننده فیلم اهل ایالات متحده آمریکا است.

## گزیدهٔ فیلم‌شناسی

### نویسنده
- ناپدری (۲۰۰۹)
- شب پرام (۲۰۰۸)
- پیمان (۲۰۰۶)
- تیرانداز (۲۰۰۵)
- تک‌تیرانداز ۳ (۲۰۰۴)
- شکارچی بیگانه (۲۰۰۳)
- اسلیر (۱۹۸۲)

### تهیه‌کننده
- شب پرام (۲۰۰۸)
- پیمان (۲۰۰۶)
- تیرانداز (۲۰۰۵)
- تک‌تیرانداز ۳ (۲۰۰۴)
- شکارچی بیگانه (۲۰۰۳)
- تک‌تیرانداز ۲ (۲۰۰۲)
- اسلیر (۱۹۸۲)

### کارگردان
- ۸میلی‌متری ۲ (۲۰۰۵)
- اسلیر (۱۹۸۲)